# Ryszard Linek
Ryszard Linek (ur. 8 kwietnia 1935 w Mysłowicach, zm. 13 grudnia 2022 w Zamościu) – polski trener boksu.
Boks uprawiał czynnie w latach 1953-1963, początkowo w BBTS (I liga). Od 1955 w zamojskim "Techniku". Był wicemistrzem i mistrzem Polski Wojsk Lotniczych (1956, 1957). Od 1959 roku na stałe związany z Zamościem, najpierw jako zawodnik, potem trener WKS "Technik" oraz "Hetmana" Zamość.
W 1970 roku w Wyższej Szkole Wychowania Fizycznego we Wrocławiu uzyskał dyplom trenera II klasy. Był uczniem Feliksa Stamma, sam nazywany "zamojskim Papą Stammem".
Odkrył wiele talentów bokserskich. Jego zawodnicy zdobyli ok. 40 medali na Mistrzostwach Polski. Sekundował reprezentantom Polski w kilku meczach reprezentacji. W 1992 prowadzony przez niego Hetman awansował do I ligi.
Zwyciężał w plebiscycie na najlepszego trenera Zamojszczyzny (1989,1990,1992,2006), uznany za najwybitniejszego trenera w dziejach Zamościa.
Jest autorem wspomnień bokserskich publikowanych na łamach "Kroniki Tygodnia" w latach 1995-1996.